# Синти-поп
Си́нти-поп (или синт-поп) (англ. synthpop), также известный как те́хнопоп — жанр электронной музыки, ставший известным в 1980-х годах, в котором синтезатор является доминирующим музыкальным инструментом. Жанр возник в Западной Германии, Великобритании и Японии в эпоху постпанка и как часть новой волны конца 1970-х и до середины 1980-х.
Пионерами синти-попа являлись западно-германская группа Kraftwerk с их альбомом 1977 года Trans Europa Express, где впервые при помощи драм-машин была записана музыка этого жанра. Двумя годами позже британский музыкант Гэри Ньюман под влиянием своих немецких коллег уже наконец дал начало эпохе синтезаторной музыки как отдельному жанру. Также можно выделить японских исполнителей Yellow Magic Orchestra и британские группы Ultravox и The Human League: последние широко использовали монофонические синтезаторы для создания музыки с простым и строгим звуком. После прорыва Гэри Ньюмана и его группы Tubeway Army в британском чарте синглов большое количество групп добились успеха в начале 1980-х годов, в том числе Soft Cell, Orchestral Manoeuvres in the Dark, Japan и Depeche Mode в Великобритании, в то время как в Японии успех Yellow Magic Orchestra открыл путь таким синтипоп-группам, как P-Model, Plastics, Hikashu. Развитие недорогих полифонических синтезаторов, появление стандарта MIDI и использование драм-машин привело к более коммерческому и доступному звуку для синти-попа. Слияние с движением новых романтиков, вместе с ростом MTV, привели к успеху большого числа британских синти-поп-групп, в том числе Duran Duran и Spandau Ballet, в Соединённых Штатах.
Синти-поп установил ведущее место синтезатора в качестве основного элемента поп- и рок-музыки, непосредственно оказывая влияние на последующие жанры, включая хаус и техно.

## Особенности

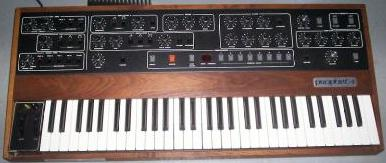
Prophet-5 — один из первых полифонических синтезаторов. В 1980-е он активно использовался наряду с Roland Jupiter и Yamaha DX7.

В то время как подавляющее большинство современной популярной музыки создаётся с помощью синтезаторов, синти-поп обладает стилистическими особенностями, отличающими его от остальной музыки, произведённой технологически подобным образом. Таковыми особенностями являются: искусственность звука (синтезаторы более не имитируют звучание реальных музыкальных инструментов), акцент на механических ритмах, многократное повторение структурных элементов. Форма композиции песен в стиле синти-поп не отличается от формы обычных поп-песен. Тексты песен зачастую имеют социальную или научно-техническую темы.
Музыкальный журналист Саймон Рейнольдс отмечает, что отличительной чертой синти-попа 1980-х годов были его «эмоциональные, порой оперные певцы», такие как Марк Алмонд, Элисон Мойе и Энни Леннокс. И в большинстве случаев вокалисты были частью дуэта, где их партнёр играл на всех инструментах.
Несмотря на то что синти-поп отчасти возник из панк-рока, он отказался от акцента панка на подлинность и часто делал акцент на преднамеренную искусственность, опираясь на высмеивание таких жанров, как диско и глэм-рок.
Синти-поп сравнительно мало опирался на ранее существовавшую популярную музыку, джаз, народную музыку или блюз, и сознательно был направлен на музыкальные традиции Европы и особенно Германии, что было отражено в именах групп, как Spandau Ballet и песнях, как «Vienna» группы Ultravox и «Suburban Berlin» группы Japan. Позднее синти-поп испытал сильное влияние музыки соул.

## История

### Появление

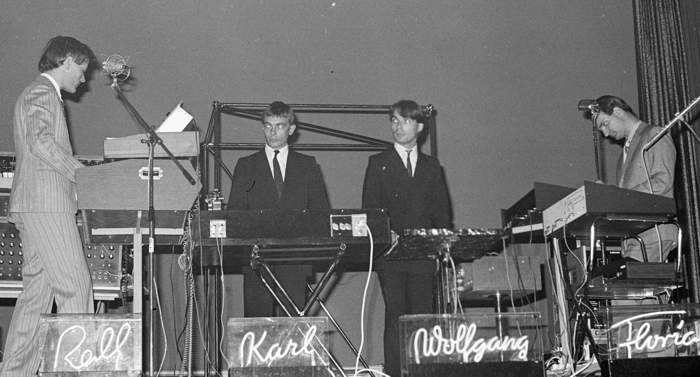
Kraftwerk на сцене (1976 год)

Электронные музыкальные синтезаторы стали доступны в середине 1960-х годов, примерно в то же время, как рок-музыка начала появляться в различных музыкальных жанрах.
Портативный Minimoog, выпущенный в 1970 году, был намного легче в использовании, особенно в живых выступлениях и широко использовался рок-музыкантами, такими как Ричард Райт из Pink Floyd, Рик Уэйкман из Yes. Инструментальный прог-рок был особенно значим в континентальной Европе и позволил группам Kraftwerk, Tangerine Dream, Can и Faust обойти языковой барьер.
«Тяжёлое» звучание краут-рока, наряду с работами Брайана Ино (на время клавишника группы Roxy Music), оказало большое влияние на рок-музыку. В 1971 году фильм «Заводной апельсин» был выпущен с саундтреком американского композитора Венди Карлос. Для многих в Великобритании это был первый раз, когда они услышали электронную музыку. Филип Оки из Human League, Ричард Кирк из Cabaret Voltaire, а также музыкальный журналист Саймон Рейнольдс называли саундтрек источником вдохновения.
В 1972 году джазовый музыкант Стэн Фри под псевдонимом Hot Butter выпустил песню «Popcorn» (кавер произведения Гершона Кингсли), вошедшую в Top 10 в США и Великобритании, записанная с помощью Moog синтезатор и которая признана предшественником синти-поп и диско.
В середине 1970-х годов наблюдался подъём электронной музыки и начали свою деятельность такие музыканты, как Жан-Мишель Жарр, Вангелис, и Исао Томита, который выпустил альбом Electric Samurai: Switched on Rock (1972), показавший большие возможности электронной музыки. В 1974 году Осаму Китадзима записал рок-альбом Benzaiten, при участии Харуоми Хосоно (который позже основал Yellow Magic Orchestra), используя синтезаторы, ритм-машины и электронные барабаны. В 1975 году Kraftwerk выступила впервые на британском телевидении и вдохновила группу Orchestral Manoeuvres in the Dark сменить гитары на синтезатор в качестве основного инструмента.
В ноябре 1974 года Kraftwerk выпустила сингл Autobahn, который достиг № 11 в Великобритании. В Италии Джорджо Мородер в паре с Донной Саммер в 1977 году записал песню «I Feel Love», и её запрограммированные ударные имели влияние на дальнейшее развитие синти-попа. Альбомы Дэвида Боуи «Low», «Heroes» и «Lodger», записанные с продюсером Брайаном Ино, были весьма влиятельными.

## Становление жанра
В 1980-х годах на музыкальной сцене появились несколько популярных синти-поп групп. Большинство из них остались незамеченными в США, хотя имели определённый коммерческий успех в Европе и Латинской Америке. В это время синти-поп был непосредственно связан с постпанком Новой волны (New Wave) и представлял собой ритмичную, лёгкую электронную музыку. В этой связи часто синти-попом в широком смысле именуют музыкальную сцену начала и середины 1980-х, активно использующую в музыке звук синтезаторов (например, Pet Shop Boys и Depeche Mode), а также волну популярных новых романтиков (группы Spandau Ballet, Duran Duran, Talk Talk и другие). Однако это определение справедливо только для раннего периода синти-попа.
Со сходом «новой волны» в середине и конце 1980-х появились новые коллективы, как правило, из континентальной Европы, которые успешно стали использовать арсенал технологических и мелодических находок «новой волны» и синти-попа (A-ha, Alphaville, Camouflage, Secret Service, Modern Talking, The Twins, Hubert Kah), также ряд уже существующих групп переработали своё звучание. Всё это дало виток новому периоду стиля синти-поп. Самая известная группа, с именем которой связывают окончательное формирование стиля в конце 1980-х — Depeche Mode.
В 1990-е годы синти-поп стремительно развивается в Германии и Швеции. Такие группы, как And One, De/Vision, Wolfsheim, Elegant Machinery и так далее. смело играли неординарный синти-поп (сильно технически усложнилось звучание, хотя изначально основу составляли минорные мелодии в стиле музыки Depeche Mode). Позднее синти-поп стал пересекаться с некоторыми стилями индустриальной музыки (EBM, Techno-industrial), ряд новых коллективов активно смешивали музыкальные элементы синти- и индастриал-музыки, в итоге чего родился стиль Future-pop.
Кроме того, в период 2000—2010 имеет некоторую популярность такой жанр, как электроклэш, основанный на стилистике синти-попа 1980-х, совмещённой с современными звуковыми приёмами и текстами, близкими по тематике к панк-року.
В середине 1980-х годов на волне популярности синти-попа подобные коллективы стали появляться и в СССР. Пионерами синти-попа и электро-попа в 1983 году в СССР стали группа "Примус", которая использовала синтезаторы, секвенсоры, вокодеры и драм-машины для записи своего первого магнитоальбома, а так же Юрий Чернавский с песней "Я Робот". Чернавский с Матецким как «электронно-синтезаторный проект» выступили единственный раз — на съёмках новогодней телепередачи «Песня-83» с композицией «Робот», но в итоге песню вырезали из новогодней передачи. Примерами служат образованные в 1983 году ленинградские группы «Форум» и «Телевизор», а так же группы Электроклуб, Кофе и Альянс. В 1986 году — московская группа «Биоконструктор» (впоследствии расколовшаяся на группы «Технология» и «Био»), образованная несколько раньше в Ленинграде группа «Оберманекен», а также группа «Скрябин», образованная в 1989 году в Новояворовске, группа "Электронный мальчик" из Ижевска. «Технология», «Биоконструктор» и «Телевизор» продолжают успешно работать на ниве синти-попа и смежных стилей по сей день.
Среди российских проектов второй волны синти-попа (1995 — по сей день) следует отметить Плазма, LP, Tesla Boy, Arrival, «Барто», «Роботы», Digital Machine, Mechanical Apfelsine, Floor Seven, Opium, Chekarino Project, Swingles, «Электрофорез».
В течение 2000-х годов европейский, американский и российский синти-поп второй волны остаётся в сравнительном подполье и плотно интегрируется в так называемую «тёмную сцену».

## Критика

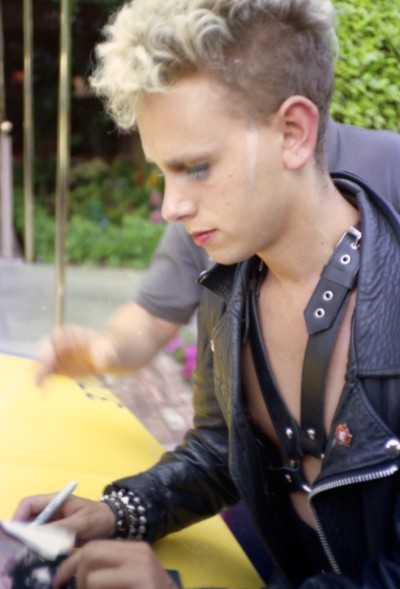
Мартин Гор, член группы Depeche Mode. Лос-Анджелес, 1986 год

Синти-поп получил значительную критику и даже вызвал враждебность среди некоторых музыкантов и в прессе. Например, критике подвергся музыкант Гэри Ньюман за его «немецкое влияние», охарактеризованное журналистом Миком Фарреном как «Космический патруль памяти Адольфа Гитлера». В 1983 году британский рок-музыкант Стивен Моррисси заявил, что «нет ничего более отталкивающего, чем синтезатор». В течение десятилетия высказывались критические замечания по поводу качества композиций и ограниченного музыкального мастерства исполнителей По словам Гэри Ньюмана, это было вызвано «невежеством» по отношению к синти-попу, что выражалось, например, в том, что люди «думают, что это делают машины». Фронтмен синти-поп группы Orchestral Manoeuvres in the Dark Энди Маккласки говорил о множестве людей, «которые думали, что оборудование написало песню для вас», и утверждал: «Поверьте, если бы на синтезаторе или ударной установке была кнопка с надписью „хит-сингл“, я бы нажимал на неё так же часто, как и все остальные — но её нет. Всё это было написано настоящими людьми, и всё это игралось от руки». По словам Саймона Рейнольдса, в некоторых кругах синтезаторы рассматривались как инструменты для «эффектных позеров», в отличие от гитары.
Помимо этого, исполнители синти-попа критиковались за популярную среди них андрогинию. Особой критике подверглось использование косметических средств и кожаных костюмов членами группы Depeche Mode, а также образ Энни Леннокс из Eurythmics.